# Корнел Улрич
Корнел Улрич, роден Корнел Джордж Хопли-Улрич (на английски: Cornell George Hopley-Woolrich) е американски писател на криминални романи и разкази, който освен под собственото си име пише и под псевдонимите Уилям Айриш (на английски: William Irish) и Джордж Хопли. По неговите книги са заснети повече филми в стила ноар, отколкото по книгите на който и да е друг автор.

## Биография и творчество
Корнел Улрич е роден на 4 декември 1903 г. в Ню Йорк, САЩ, в семейството на Дженаро Улрич, минен инженер, и Клер Хопли. Родителите му се разделят, когато е малък и той прекарва известно време от детството си с баща си в Латинска Америка. На осем години присъства на представление на „Мадам Бътерфлай“ в Мексико, което го впечатлява особено и темата за смъртта заема своето място в прозата му впоследствие. После е изпратен в Ню Йорк, за да учи, при си майка Клер, която е богата, културна и властна.
Учи в Колумбийския университет от 1921 до 1925 г., но не го завършва. Докато е в него, започва да пише своите произведения, вдъхновен от творчеството на Ф. Скот Фицджералд, и първият му роман „Cover Charge“ (Входна такса) е публикуван през 1926 г. Следва романа „Children of the Ritz“ и още четири романа от тази поредица, наричана „Децата на джаза“, тъй като е свързана с времето на джаз-културата и новото време в Америка. През 1929 г. е поканен като сценарист и консултант в Холивуд.
Улрич се жени на 6 декември 1930 г. за Вайълет Блактон, дъщеря на продуцента на неми филми Джей Стюарт Блактон. Бракът е катастрофален, като причина за това е и неговата хомосексуална ориентация, и те се развеждат официално през 1933 г.
Улрич изпада в творческа депресия и, заедно със своята пишеща машина „Remington“, се връща в Ню Йорк при майка си Клер. Двамата се местят да живеят в хотел „Марсилия“. Започва да пише разкази за списанията „Argosy“, „Black Mask“ и „Thrilling Mystery“.
Към края на 30-те години Улрич намира своето амплоа и се насочва към криминалния жанр. За да се разграничи от предишния си писателски имидж, той започва да публикува под псевдонима Уилям Айриш. Репутацията му нараства и той става един от най-търсените писатели през 40-те и 50-те години на 20 век.
Към средата на 50-те години майка му се разболява тежко и той, посвещавайки все повече и повече от времето си за грижи към нея до смъртта ѝ през 1957 г., отново изпада в негативен творчески период.
От 1958 г. Улрич се връща към писателското си поприще и създава поредица от романи и разкази, които не са така успешни. Същевременно той води изключително самотен живот в хотел „Франкония“, Ню Йорк, белязан от алкохолизъм и лошо здраве. Стига до там, че заради инфекция и закъсняло лечение, кракът му гангренясва и трябва да бъде ампутиран.
Биографът на Улрич, Франсис М. Невис, го оценява като четвъртия най-добър криминален писател на своето време, заедно с Дашиъл Хамет, Ърл Стенли Гарднър и Реймънд Чандлър. Проверката на филмовите заглавия разкрива, че повече сценарии на „филм ноар“ са адаптирани от произведения от Уолрич, отколкото от всеки друг криминален писател, и много от неговите разкази са адаптирани през 40-те години за трилъри и други драматични радио програми.
Корнел Улрич умира на 64 години от усложнения след инсулт на 25 септември 1968 г. в Ню Йорк. Погребан е в гробището „Ferncliff“ в Хартсдейл, Ню Йорк. Завещава 825 000 долара на Колумбийския университет, на фонд на името на майка си, за стипендии по творческо писане.

## Произведения

### Романи
- Cover Charge (1926)
- Children of the Ritz (1926) – награда „Едгар“
- Times Square (1926)
- A Young Man's Heart (1930)
- The Time of Her Life (1931)
- Manhattan Love Song (1932)
- The Bride Wore Black (1940) – под псевдонима Уилям Айриш
Младоженката беше в черно, изд. „Златорогъ“ (1994), прев. Огняна Иванова
- The Black Curtain (1941)
- The Black Alibi (1942)
- Phantom Lady (1942) – под псевдонима Уилям Айриш
Жената-фантом, изд.: „Хр. Г. Данов“, Пловдив (1987), прев. Мариана Шипковенска
- The Black Angel (1943)
- The Black Path of Fear (1944)
- Deadline at Dawn (1944) – под псевдонима Уилям Айриш
- Night has a Thousand Eyes (1945) – под псевдонима Джордж Хопли
- Waltz into Darkness (1947)
Валс в тъмнината, изд.: „Хр. Г. Данов“, Пловдив (1985), прев. Красимир Чакандраков
- I Married a Dead Man (1948) – под псевдонима Уилям Айриш
- Rendezvous in Black (1948)
- Fright (1950) – под псевдонима Джордж Хопли
- Savage Bride (1950)
- Marihuana (1951)
- Strangler's Serenade (1951) – под псевдонима Уилям Айриш
- You'll Never See Me Again (1951)
- Hotel Room (1958)
- Death is my Dancing Partner (1959)
- The Doom Stone (1960)
- Into the Night (1987) – завършен от Лоуренс Блок

### Разкази (частично)
като Уилям Айриш
- I Wouldn't Be in Your Shoes (1943)
- After Dinner Story (1944)
- If I Should Die Before I Wake (1946)
- Borrowed Crime (1946)
- The Dancing Detective (1946)
- Dead Man Blues (1948)
- The Blue Ribbon (1949)
- Six Nights of Mystery (1950)
- Eyes That Watch You-as (1952)
- Bluebeard's Seventh Wife (1952)

като Корнел Улрич
- Nightmare (1956)
- Violence (1958)
- Hotel Room (1958)
- Beyond the Night (1959)
- The Dark Side of Love (1964)
- The Ten Faces of Cornell Woolrich (1965)

### Книги за Корнел Улрич
- First You Dream, Then You Die (1988) – от Франсис М. Невис
- Blues of a Lifetime: The Autobiography of Cornell Woolrich (1991) – от Марк Т. Басет

### Филмография (избрана)
- Convicted (1938) – по Face Work
- Street of Chance (1942) – по романа The Black Curtain
- The Leopard Man (1943) – по романа Black Alibi
- Phantom Lady (1944) – по романа
- The Mark of the Whistler (1944) – по Dormant Account
- Deadline at Dawn (1946) – по романа
- Black Angel (1946) – по романа
- The Chase (1946) – по романа Black Path of Fear
- Fall Guy (1947) – по Cocaine
- The Guilty (1947) – по He Looked Like Murder
- Fear in the Night (1948) – по Nightmare
- The Return of the Whistler (1948) – по All at Once, No Alice
- I Wouldn't Be in Your Shoes (1948) – по разказа
- Night Has a Thousand Eyes (1948) – по романа
- The Window (1949) – по The Boy Cried Murder
- No Man of Her Own (1950) – по романа I Married a Dead Man
- El Pendiente (1951) – по The Death Stone
- Si muero antes de despertar (1952) – по If I Should Die Before I Wake
- No abras nunca esa puerta (1952) – по Somebody on the Phone and Humming Bird Comes Home
- Rear Window (1954) – по It Had to Be Murder, режисьор Алфред Хичкок, с участието на Джеймс Стюарт и Грейс Кели
- Obsession (1954) – по Silent as the Grave
- Nightmare (1956) – по разказа
- The Bride Wore Black (1968) – по романа
- Mississippi Mermaid (1969) – по романа Waltz Into Darkness
- Seven Blood-Stained Orchids (1972) – по романа Rendezvous in Black
- Union City (1980) – по The Corpse Next Door
- I Married a Shadow (1983) – по романа I Married a Dead Man
- Cloak & Dagger (1984) – по The Boy Who Cried Murder
- Mrs. Winterbourne (1996) – по I Married a Dead Man
- Original Sin, 2001) – по романа Waltz Into Darkness
- Four O'Clock, 2006) – по Three O'Clock